# Кирибати Моа
Кирибати Моа (кириб. Kiribati Moa Party, англ. Kiribati First Party) — ранее существовавшая политическая партия в Кирибати. В 2020 году объединилась с «Бутокаан Коауа», чтобы сформировать новую партию «Бутокаан Кирибати Моа».

## История
Партия была создана в ноябре 2019 года после того, как Бануэра Берина и 12 других депутатов покинули партию Тобваан Кирибати после решения правительства разорвать дипломатические отношения с Тайванем в пользу более тесных отношений с Китаем.